# Cyanocorax melanocyaneus
La ghiandaia cespugliosa (Cyanocorax melanocyaneus (Hartlaub, 1844)) è un uccello passeriforme della famiglia dei corvidi.

## Etimologia
Il nome scientifico della specie, melanocyaneus, deriva dall'unione delle parole greche μελας (melas, "nero") e κυανεος (kyaneos/kuaneos, "ciano"), col significato di "blu e nera", in riferimento alla livrea di questi uccelli.

## Descrizione

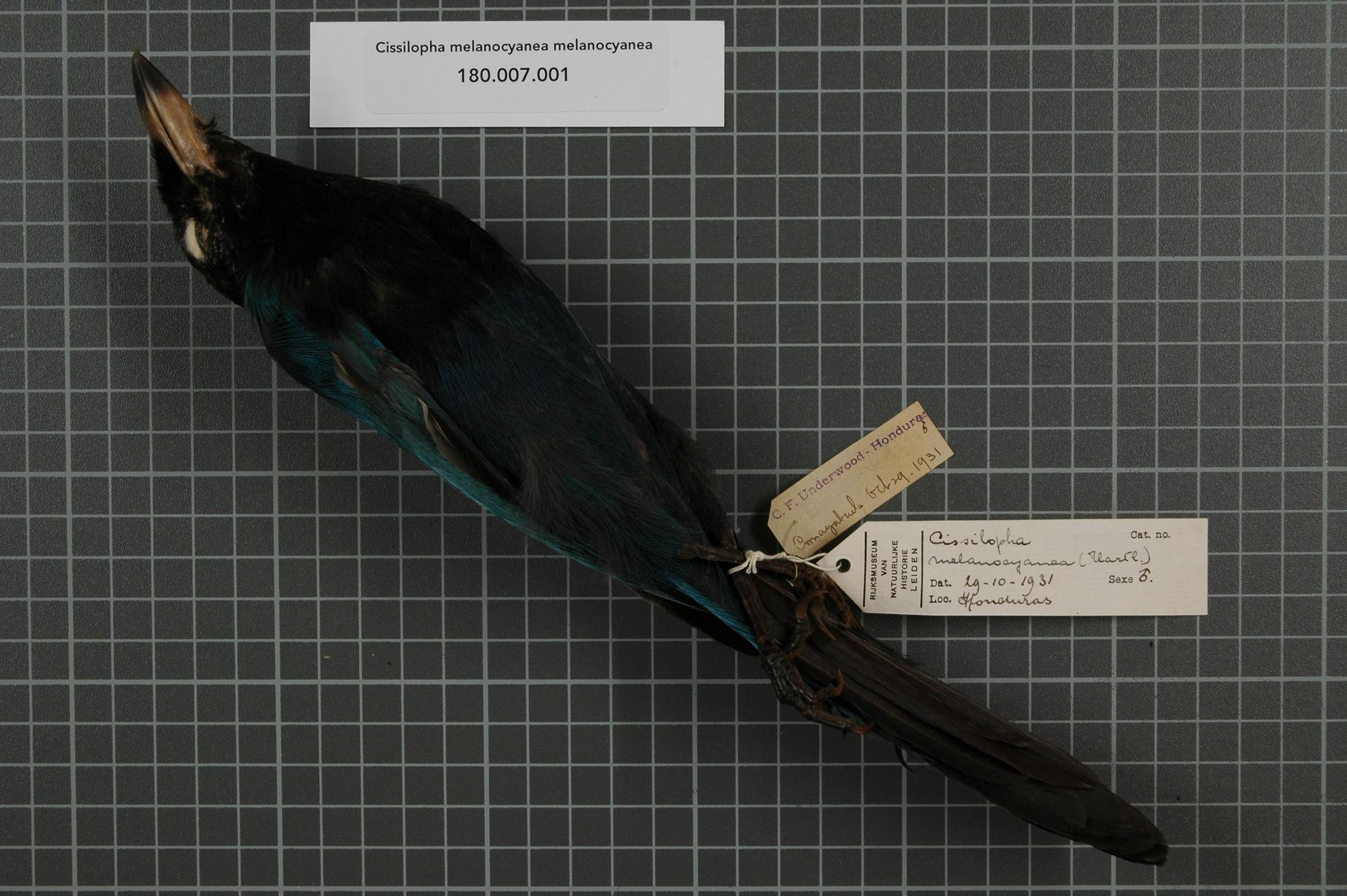
Veduta laterale di esemplare impagliato.

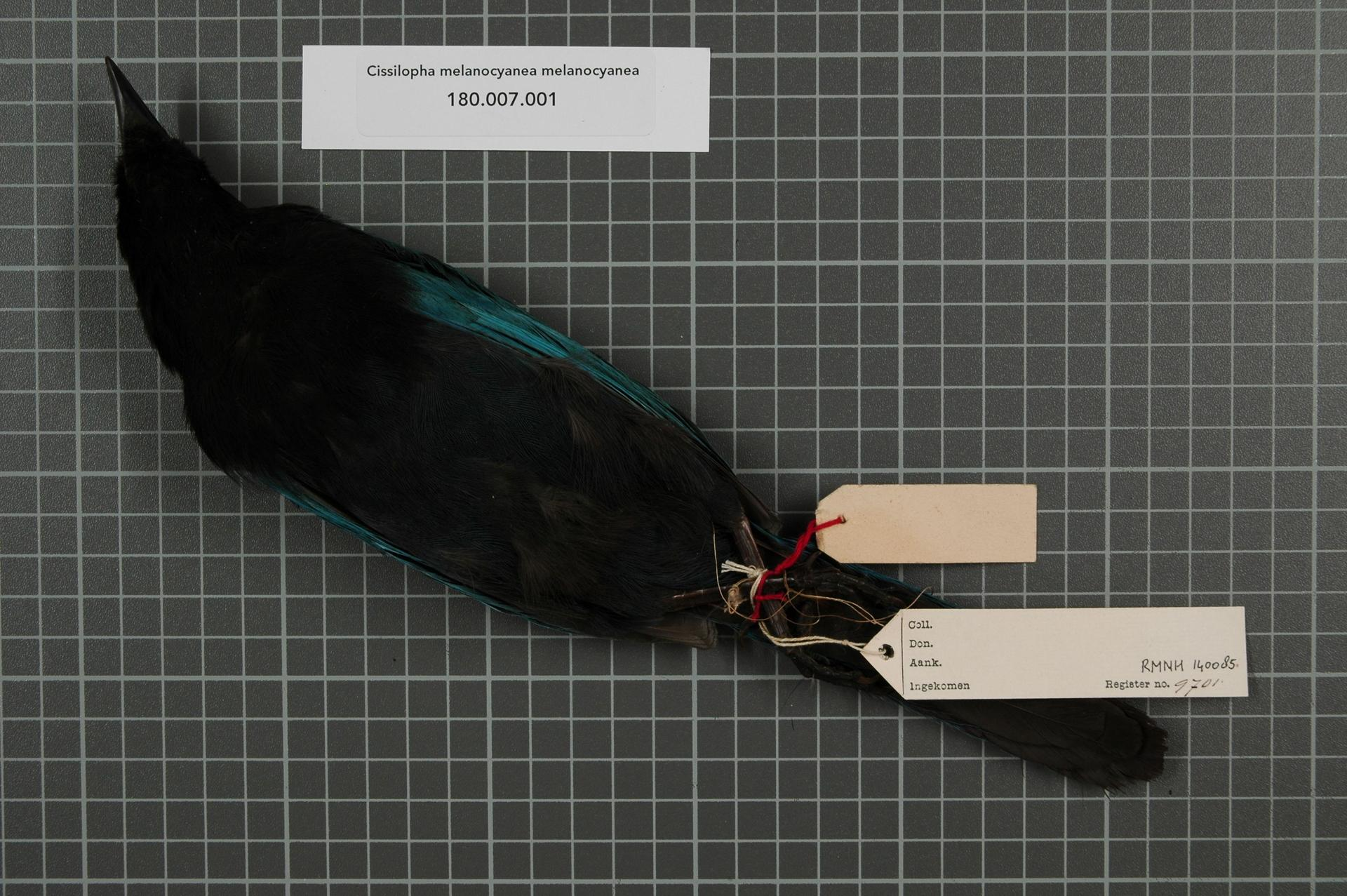
Veduta ventrale di esemplare impagliato.

### Dimensioni
Misura 28-33 cm di lunghezza, per 80-115 g di peso.

### Aspetto
Si tratta di uccelli dall'aspetto robusto ma slanciato, con grossa testa ovale e allungata, becco forte e conico dall'estremità lievemente adunca, grandi occhi, lunghe ali digitate, coda allungata e forti zampe artigliate. Le penne della fronte sono erettili come quelle delle ghiandaie eurasiatiche, ma a riposo l'aspetto di questi uccelli ricorda molto quello delle gazze o ancor meglio dell'affine (e secondo alcuni conspecifica) ghiandaia di San Blas, dalla quale questi uccelli si distinguono per il ventre blu anziché nero e la cresta più corta e arricciata, alla quale devono del resto il proprio nome comune.
Il piumaggio, come intuibile dal nome scientifico, è dominato dal nero e dal blu: esso infatti si presenta di colore nero lucido su testa, collo, spalle e parte superiore del petto e del dorso, mentre il resto del corpo è di colore azzurro-bluastro, con tendenza ad assumere sfumature di color grigio-cannella sulle ali, le quali (così come la coda) presentano superficie inferiore di colore nero. In generale, il blu corporeo tende ad essere più scuro dorsalmente e più chiaro ventralmente.
Il becco e le zampe sono di colore nero, mentre gli occhi sono di colore ambrato.

## Biologia

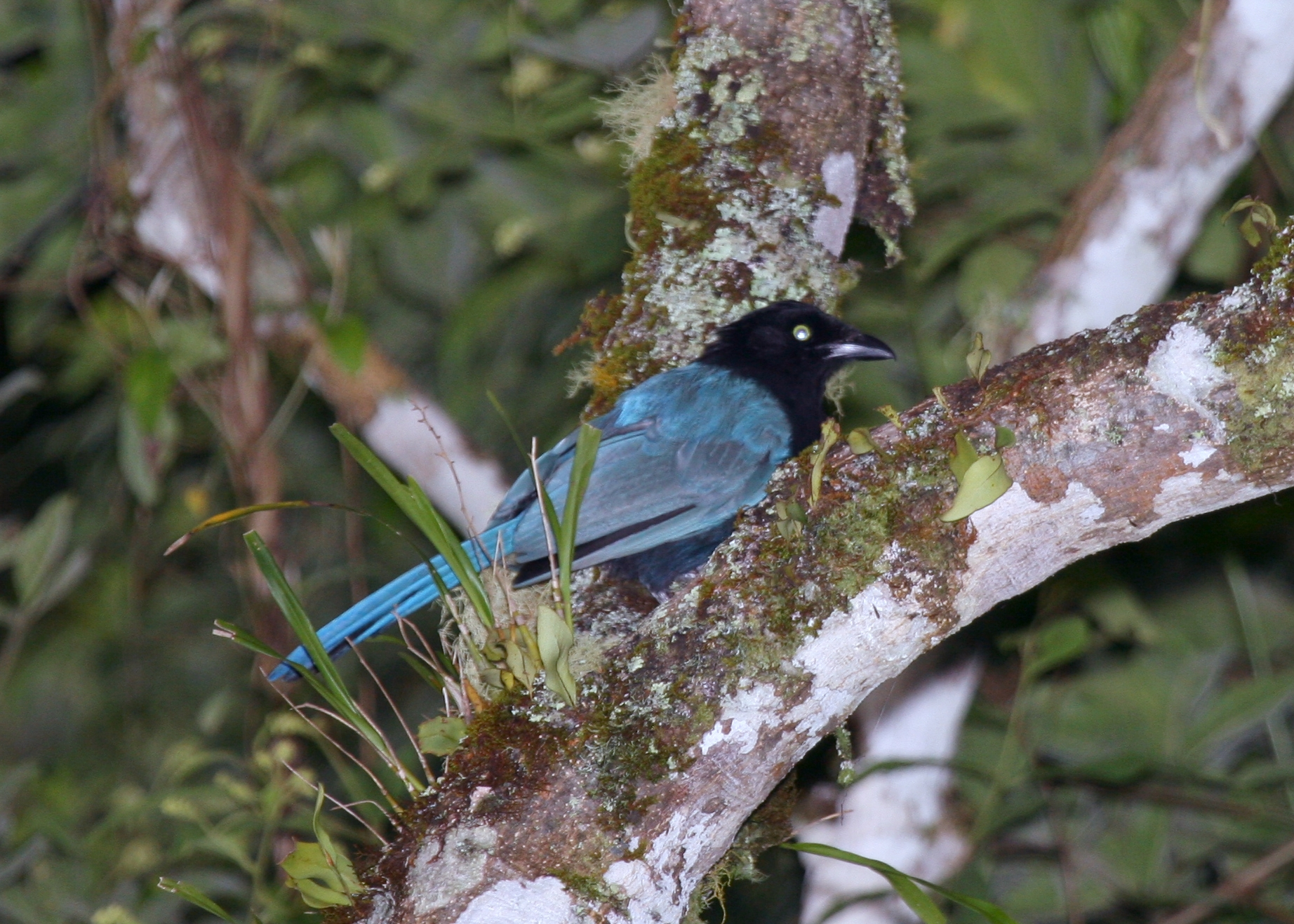
Esemplare in natura.

Si tratta di uccelli dalle abitudini di vita diurne e moderatamente gregarie, che si muovono in gruppetti a base familiare, passando la maggior parte della giornata alla ricerca di cibo fra gli alberi bassi o il sottobosco, non di rado scendendo al suolo per frugare fra i sassolini ed il fogliame caduto alla ricerca di eventuali prede.
I richiami della ghiandaia cespugliosa sono corti, nasali e non molto acuti: i vari membri di un gruppo li utilizzano per mantenersi in contatto fra loro durante la ricerca del cibo.

### Alimentazione
La dieta della ghiandaia cespugliosa, pur essendo virtualmente onnivora, è in realtà essenzialmente insettivora, basandosi su grossi insetti quali coleotteri e cavallette, ma comprendendo anche altri invertebrati e larve: questi uccelli si cibano inoltre di alimenti di origine vegetale, come granaglie, bacche e frutta (in particolare fichi maturi).

### Riproduzione
Si tratta di uccelli monogami, che cominciano a riprodursi in aprile.
Il nido viene costruito nel folto del sottobosco da ambedue i partner: esso presenta forma a coppa con piattaforma circostante ed è costituito esternamente di rametti e fibre vegetali, e foderato internamente da materiale più soffice, sempre di origine vegetale.

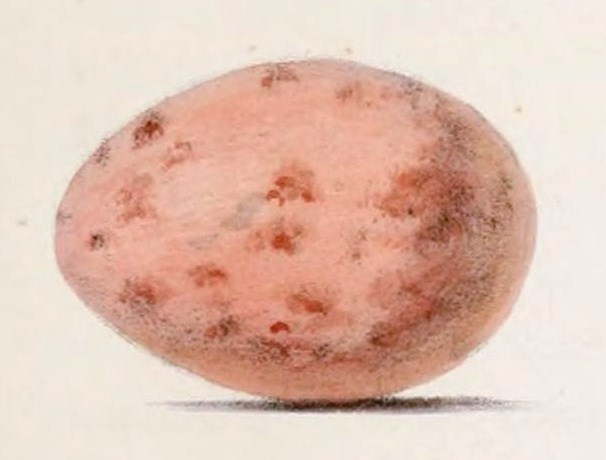
Uovo.

All'interno del nido, la femmina depone 3-4 uova, che provvede a covare (non di rado assieme ad almeno un'altra femmina dello stesso stormo d'appartenenza) per una ventina di giorni, al termine dei quali schiudono pulli ciechi ed implumi.

Alle cure dei nidiacei partecipano, oltre ai genitori, numerosi altri uccelli: in un singolo nido possono avvicendarsi fino a 11 individui, generalmente figli della coppia riproduttrice non riprodottisi o già riprodottisi, nel caso in cui la deposizione avvenga tardi nel periodo riproduttivo (in quel caso spesso anche i figli degli aiutanti partecipano nelle cure ai nidiacei). In tal modo, i giovani sono in grado d'involarsi a circa tre settimane di vita, generalmente rimanendo nel proprio gruppo d'appartenenza ed eventualmente collaborando nell'allevamento di altri nidiacei nati più tardivamente.

## Distribuzione e habitat
La ghiandaia cespugliosa è diffusa in America Centrale, della quale occupa un areale che si estende dal Guatemala occidentale al Nicaragua nord-occidentale attraverso le regioni montuose di El Salvador e Honduras.
L'habitat di questi uccelli è rappresentato dal limitare della foresta montana umida a prevalenza di querce e pini, fra i 600 ed i 2450 m di quota.

## Tassonomia
Se ne riconoscono due sottospecie:
- Cyanocorax melanocyaneus melanocyaneus (Hartlaub, 1844) - la sottospecie nominale, diffusa nella porzione nord-occidentale dell'areale occupato dalla specie, fino a El Salvador;
- Cyanocorax melanocyaneus chavezi (Miller & Griscom, 1925) - diffusa nella porzione orientale e meridionale dell'areale occupato dalla specie;